# Soulzon
A Soulzon folyó Franciaország területén, a Cernon bal oldali mellékfolyója.

## Földrajzi adatok
A folyó Aveyron megyében a Francia-középhegységben ered, és 10,3 km megtétele után ömlik be a Cernon folyóba.

## Megyék és városok a folyó mentén
- Aveyron : Tournemire és Roquefort-sur-Soulzon.